# Mk 32型魚雷
Mk 32型魚雷是第一枚在美國海軍服役的主動式聲波制導反潛艇魚雷。Mk 32型魚雷隨Mk 43型魚雷引入而退役。
第二次世界大戰期間，Leeds & Northrup公司生產了10枚魚雷，約3,300枚由Philco公司，美國海軍森林公園軍械站(Naval Ordnance Station Forest Park)，一同生產。